# Sukhoj Su-33
Sukhoj Su-33 (russisk: Сухой Су-33, NATO-rapporteringsnavn: Flanker-D) er et altvejrs-jagerfly konstrueret til brug på hangarskibe. Flyet er designet af den russiske virksomhed Sukhoj og fremstillet af KnAAPO.
Su-33 er baseret på Su-27 "Flanker" og var oprindelig benævnt Su-27K. Sammenlignet med Su-27 har Su-33 et forstærket understel og struktur, canardvinger samt foldbare vinger og haleplan, således at flyet er bedre egnet til brug på hangarskibe. Su-33 har endvidere opgraderede motorer og et dobbelt næsehjul og kan tankes i luften.
Flyet blev benyttet fra 1995 om bord på det russiske hangarskib Admiral Kuznetsov, og blev officielt taget i tjeneste i august 1998, i hvilken forbindelse navnet "Su-33" blev introduceret for flyet.
Som følge af Sovjetunionens opløsning og den efterfølgende nedgradering af den russiske flåde, blev der alene produceret 24 Su-33-fly. Forsøg på eksport til Kina og Indien mislykkedes. I 2009 bestilte den russiske flåde nye MiG-29K'ere som udskiftning af Su-33, og uden eksportordrer forventes det, at flyet udfases over de kommende år.

## Udvikling

### Planlægningsfasen
I løbet af 1970'erne konstaterede Sovjetunionens flåde, at VTOL-flyet Jakovlev Jak-38 Forger, der dengang var det eneste operative hangarskibsbaserede kampfly, var uegnet til sin rolle, da flyet havde for ringe rækkevidde og lasteevne. Flådens Kijev-hangarskibe, der mere var krydsere med helikopter- og VTOL-kapacitet, havde ikke den fornødne størrelse, og det blev derfor besluttet at udvikle et større og mere slagkraftigt hangarskib, der var i stand til at medføre STOL-fly (fly, der kan lette og lande på kort bane). I planlægningsfasen vurderede flåden en række hangarskibe (Projekt 1160 hangarskib, til brug for MiG-23 og Su-24, Projekt 1153 hangarskib til brug for Su-25 og den planlagte MiG-23K og Su-27K. Flåden valgte imidlertid Projekt 1143 hangarskibet, der kunne medføre Jak-141, MiG-29K og Su-27K.
For at optimere brugen af Su-27K og konkurrenten MiG-29K ombord på det nye hangarskib, blev der påbegyndt arbejde med at udvikle en dampkatapult, udstyr til indfangning af fly ved landing, og optiske- og radiosystemer til landing. Piloterne blev trænet ved træningskomplekset NITKA på Krim. I 1981 besluttede Sovjetunionens regering at skrinlægge udviklingen af dampkatapulten som led i nedgraderingen af Project 1143.5-skibene, hvilket også inkluderede opgivelse af færdiggørelsen af det femte af skibene i klassen, kaldet Varjag, der var næsten færdigbygget i Nikolajev. I stedet for dampkatapult blev der bygget en opadgående rampe til brug for flyene ved takeoff. Både Sukhoj og Mikojan modificerede deres prototyper for at kunne udnytte rampen, der efter tests fik et design, der minder om ramper til skihop.
Arbejdet med udarbejdelse af det overordnede design af det nye fly begyndte i 1978. Den 18. april 1984 instruerede Sovjetunionens regering Sukhoj om at udvikle et jagerfly til forsvar af luftrummet; Mikojan fik til opgave at konstruere et let multirollefly. Arbejdet med at fremstille et design i fuld størrelse af Su-27K blev hurtigt påbegyndt under ledelse af Konstantin Marbysjev. Nikolaj Sadovnikov blev udpeget som chef-testpilot for programmet. I november 1984 var arbejdet med det overordnede design færdiggjort og i 1986 var detaljerne i designet færdiggjort. Der blev fremstillet to prototyper hos producenten KnAAPO i 1986–1987.

### Testfasen
Den første Su-27K prototype havde sin jomfruflyvning på NITKA-centret den 17. august 1987, fløjet af Viktor Pugatjov, og fløj igen den 22. december 1987. Yderligere flyvetests blev foretaget på NITKA-centret, hvor Su-27K'erne og MiG-29K'erne forsøgte at demonstrere, at konstruktionen med en "ski-bakke" på hangarskibets dæk var mulig, ligesom piloterne trænede landinger på et hangarskibsdæk. Disse øvelser fandt sted to år inden det planlagte hangarskib Tbilisi (senere Admiral Kuznetsov) havde forladt værftet.
Viktor Pugatjov, der fløj den anden prototype af Su-27K, blev den 1. november 1989 den første russer, der foretog en konventionel landing på et hangarskib. I de følgende tre uger blev foretaget 227 takeoffs og 35 landinger på dækket. I 1994 bestod flyet statens krav. I den mellemliggende periode (1990–1991) var fremstillet syv yderligere eksemplarer af flyet.

### Videreudvikling og versioner
Den første af to kendte versioner af Su-33 var den tosædede Su-33KUB (Korabelnyj, Utjebno-Boevoj "skib, kamptræning"), der fløj første gang i april 1999. Flyet var tiltænkt rollen som træningsfly men med potentiale til at løse andre opgaver. Væsentlige ændringer i forhold til Su-33 var bl.a. en ændring af forreste del af skroget, slats, større vinger og haleplaner.
I 2010 udviklede Sukhoj en opdateret version af Su-33. Testflyvninger begyndte i oktober 2010. Den moderniserede Su-33 blev designet til at konkurrere med en potentiel kinesisk kopiversion og for at opnå ordrer fra den russiske flåde. Opgraderingen indarbejder teknologi fra de avancerede Su-35-fly og omfatter kraftigere (132 kN) AL-31-F-M1 motorer og større våbenlast. Der spekuleres i, at den opgraderede version vil indeholde en forbedret radar og udstødningsdyser samt langtrækkende luft til overflademissiler.

## Design
Ifølge Sukhoj er Su-33 udviklet for at kunne beskytte luftrummet omkring hangarskibe og andre flådefartøjer.

For at gøre den oprindelige Su-27 egnet til brug på hangarskibe forstærkede Sukhoj flyets skrog og understel, således at flyet kunne modstå de kraftige belastninger ved landinger. For at forøge flyets manøvredygtighed ved lav hastighed blev vingernes design justeret, således at der blev opnået et større vingeareal uden forøgelse af flyets vingespænd, ligesom vingernes slats, flaps og krængeror blev ændret. Vingen blev ligeledes ændret, således at de kunne foldes, hvorved hangarskibet kunne medtage flere fly og håndtere flere fly på dækket af skibet. Flyet blev udstyret med kraftigere turbofanmotorer til forøgelse af forholdet mellem kraft og vægt, ligesom der blev monteret udstyr til tankning i luften Flyet blev endvidere udstyret med canardvinger (et ekstra sæt mindre vinger foran hovedvingerne), der giver yderligere opdrift, når flyet letter og giver forøget manøvredygtighed. Det bagerste rum til opbevaring af radar blev forkortet for at hindre, at flyets bagende rammer dækket ved landinger.
Sammenlignet med sin rival MiG-29K er Su-33s maksimale startvægt 50% højere, og flyet kan medbringe mere end dobbelt så meget brændstof, hvilket forøger flyets aktionsradius med 80% i marchhøjde og med 33% ved havets overflade. MiG-29K kan holde sig på vingerne i lige så lang tid som Su-33, hvis der gøres brug af brændstoftanke, men dette reducerer mulighederne for at medbringe missiler og anden bevæbning. Su-33 kan flyve med ned til 240 km/t, hvor MiG-29K kræver 250 km/t for at have effektiv kontrol over flyet. MiG-29K kan dog medføre mere luft-til-jord ammunition end Su-33. Su-33 er et dyrere og større fly end MiG-29K, hvilket begrænser antallet af fly ombord på hangarskibe.

## Bevæbning
Su-33 kan medføre missiler såsom R-73 (fire stk.) og R-27E (seks stk.) på tolv pyloner og er udstyret med end 150-skuds 30 mm GSh-30-1 maskinkanon. Flyet kan endvidere medføre forskellige ustyrede raketter, bomber og klyngebomber til brug for angreb mod jorden. Flyet kan benyttes både om dagen og om natten på havet. Der spekuleres i, at flyets radar, "Slot Back", har en ringe evne til at opspore fjendtlige mål, hvilket gør Su-33 afhængig af andre radarsystemer og andre luftbårne varslingssystemer (AWACS) som eksempelvis helikopteren Kamov Ka-31. R-27EM missilerne kan nedskyde sømålsmissiler. Flyet er udstyret med et infrarødt sporingssystem, der forøger synsfeltet nedad.

## Operativ tjeneste

### Sovjetunionen og Rusland
Su-27K blev taget i tjeneste i midten af 1990'erne. I december 1995 og frem til marts 1996 befandt hangarskibet Admiral Kuznetsov sig i Middelhavet, hvor skibet medførte to Su-25UTG'ere, ni Ka-27'ere og 13 Su-27K'ere. Flyet blev dog først officielt taget i tjeneste den 31. august 1998 ved 279. Marine Kampflys Regiment under Nordflåden stationeret ved flybasen Severomorsk-3, i hvilken forbindelse flyet officielt fik betegnelsen "Su-33". Ruslands Flåde benytter for øjeblikket 19 Su-33'ere, men disse fly vil dog på sigt blive udskiftet.
Ved Sovjetunionens sammenbrud blev den russiske flåde væsentligt reduceret, hvilket medførte, at mange skibsbygningsprojekter blev stoppet. De planlagte bygninger af flere hangarskibe blev stoppet, og det næsten færdige søsterskib til Admiral Kuznetsov, Varjag, blev solgt til Kinas flåde. Såfremt de planlagte hangarskibe Varjag, Orjol og Uljanovsk var blevet sat i tjeneste, ville der være blevet fremstillet 72 fly, ligesom der også ville være blevet udbygget et AWACS-system og produktionen af MiG-29K ville have været igangsat hurtigere. Der var alene bygget 24 Su-33'ere, da Varjag blev solgt til Kina.
I 2009 meddelte den russiske flåde, at den havde bestilt 24 af de ellers opgivne MiG-29K'ere til at afløse Su-33'erne. De første MiG-29K blev leveret i november 2013, og det er planen, at leverancerne sker løbende frem til 2015. Su-33 skal efter planen langsomt udfases. 
Rusland har anvendt Su-33'ere under Ruslands intervention i den syriske borgerkrig.

### Fejlslagne forsøg på eksport
Kina blev vurderet som værende en potentiel aftager af Su-33, og Ruslands statslige våbeneksportagentur, Rosoboronexport, har forhandlet med Kina om en ordre på 50 fly til en pris på 2,5 mia. $. Kina skulle oprindeligt have købt to fly med henblik på tests. De indkøbte Su-33 skulle indgå i Kinas planlagte udbygning af hangarskibene, der er planlagt finde sted som supplement til det indkøbte Varjag.
Der opstod dog i 2008-2009 bekymringer over kinesernes intentioner, da Kina købte to protyper til Su-33, kaldet T-10K, fra Ukraine angiveligt med det formål at foretage en analyse af prototyperne med henblik på selv at udvikle en kopi-version af flyet. Kina har i henhold til en licensaftale med Sukhoj fremstillet flyet Shenyang J-11B, der er en (lovlig) kopi af Su-27, der har dannet grundlag for Su-33. Som følge af usikkerheden om Kinas intentioner afbrød russerne forhandlingerne med Kina.
Kina har siden uden en licensaftale fremstillet et fly, der anses som en kopi af Su-33, Shenyang J-15. Fotos af designere af flyene fra Shenyang foran T-10K prototypen tyder på, at udviklingen af J-15 er direkte relateret til de indkøbte T-10K prototyper. Yderligere forhandlinger med kineserne strandede, da Shenyang Aircraft forsøgte at reducere omfanget af russiske dele i flyet, hvorimod Sukhoi ønskede sig indtægter ved fremtidige opgraderinger og modifikationer til J-11.
Indien blev også vurderet som en potentiel køber af Su-33. Indiens flåde planlagde at købe Su-33 til flådens hangarskibe INS Vikramaditya, og det renoverede tidligere sovjetiske Admiral Gorsjkov, der blev solgt til Indien i 2004. Størrelsen af Su-33 førte dog til bekymring om mulighederne for at håndtere flyet ombord på de indiske hangarskibe, ligesom der blev rejst tvivl om flyets bedagede flyveegenskaber, hvorfor Indien i stedet valgte af købe det mindre MiG-29K.

## Operatører
- Ruslands flåde

## Væsentlige ulykker
- 17. juli 2001: En russisk Su-33 styrtede ned under en flyopvisning i den russiske region Pskov-region. Piloten blev dræbt ved styrtet.[46]
- 5. september 2005: Under landing på Admiral Kuznetsov i Nord-atlanten knækkede bremsewiren til brug for standsning af flyet, der herefter styrtede i havet. Piloten skød sig ud med katapultsæde og blev reddet.[47][48]
- 5. december 2016: En Su-33 på Admiral Kuznetsov styrtede i havet under landing, da landingswiren brast. Piloten skød sig ud med katapultsæde og slap uskadt.[49]

## Lignende flytyper
Design med tilknytning til Su-33
- Sukhoj Su-30
- Sukhoj Su-34
- Sukhoj Su-35
- Sukhoj Su-37
- Shenyang J-15

Sammenlignelige fly med tilsvarende funktion eller rolle:
- Mikojan-Gurevitj MiG-29K
- Dassault Rafale
- Boeing F/A-18E/F Super Hornet
- Grumman F-14 Tomcat

## Galleri
- En Su-33
- En Su-33 med våben under den foldede vinge
- En russisk officer i cockpittet på en Su-33
- En Su-33 ombord på Admiral Kuznetsov i 1996. Personel fra U.S. Navys USS San Jacinto aflægger besøg på hangarskibet.[50]
- Cockpit i en Su-33

## Eksterne links
- Wikimedia Commons har flere filer relateret til Sukhoj Su-33
- Officiel hjemmeside for Sukhoi Su-33 Arkiveret 17. juli 2006 hos  Wayback Machine
- Sukhoi Su-33 page on Milavia.net
- Sukhoi Su-33 and Su-33UB Flanker D on Ausairpower.net
- Sukhoi Su-33 page on Aerospaceweb.org
- Photos of Su-33 on Flankers-site.co.uk
- J-15 and T-10K prototype Arkiveret 9. september 2011 hos  Wayback Machine
- Airforce Technology
- Video af Su-33 under flyvning